# Portland (Oregon)
Pour les articles homonymes, voir Portland.
Portland (/ˈpɔɹt.lənd/) est la plus grande ville de l'Oregon, État du nord-ouest des États-Unis. Située près du confluent du fleuve Columbia (qui marque la frontière de l'État de Washington) et de la rivière Willamette dans le Nord-Ouest du pays, elle est par le nombre d'habitants la troisième ville du Nord-Ouest Pacifique, après Seattle et Vancouver. Elle comptait 583 776 habitants lors du recensement de 2010, ce qui la classait 29e ville du pays. Son agglomération comptait 2 226 009 habitants, la 23e aire urbaine du pays.
Portland est réputée comme l'une des villes les plus écologiques (ou « vertes ») du pays. Elle traite 67 % de ses déchets, ce qui est le deuxième meilleur score national après Seattle. La ville et la région sont connues pour leur politique volontariste d'aménagement du territoire et pour leur investissement dans leur métro léger. La ville est également connue pour son équipe de basket-ball, les Trail Blazers de Portland.
Portland a été fondée en 1851 et a été nommée d'après la ville principale de l'État du Maine. Siège du comté de Multnomah, Portland est surnommée « La Cité des Roses » à cause des nombreux jardins de roses dont l'International Rose Test Garden, le plus grand au monde, favorisé par le climat océanique de la région.

## Histoire

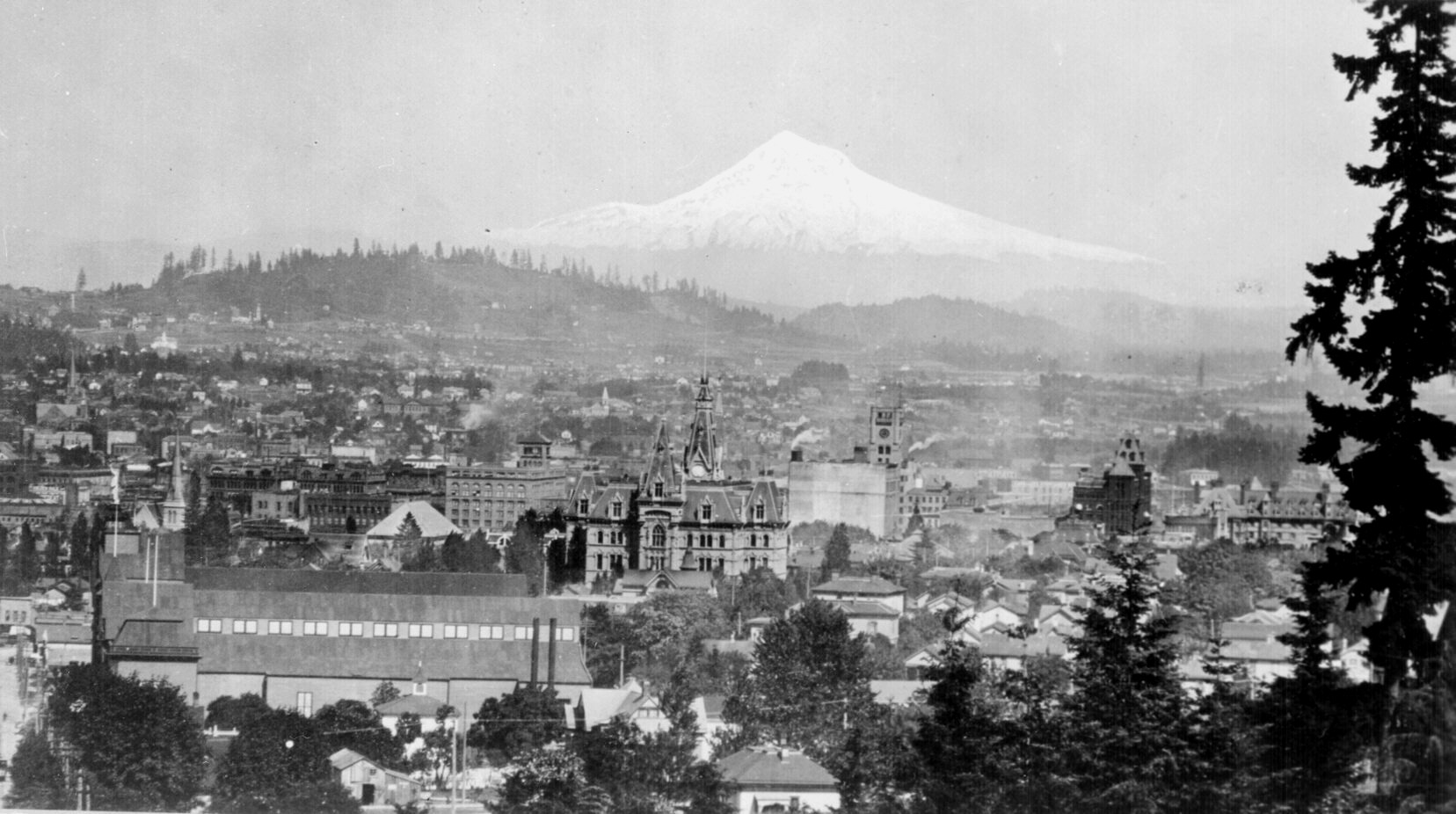
Portland en 1890

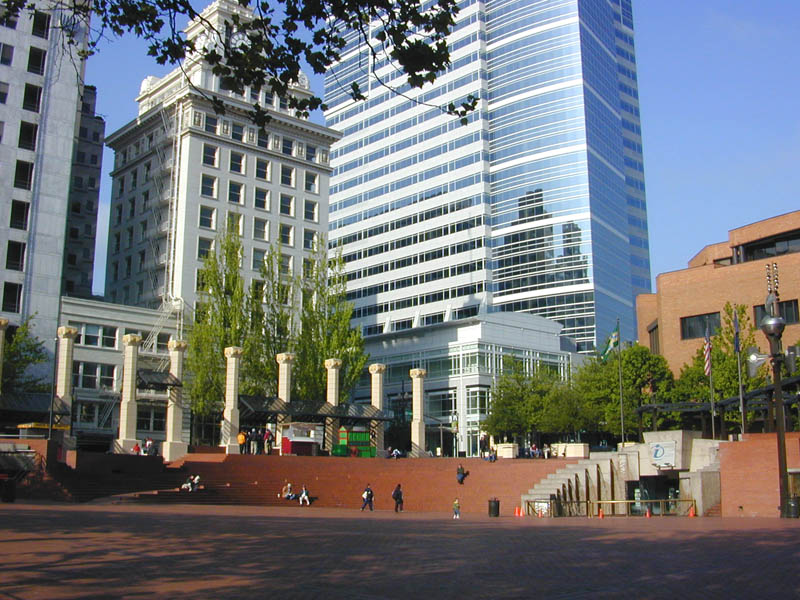
Pioneer Square, Portland, Oregon

Portland était autrefois un bourg nommé The Clearing, établi sur les rives de la Willamette à mi-distance entre Oregon City et Fort Vancouver.
En 1843, William Overton (en) comprend que la région a un grand potentiel commercial mais manque de fonds pour acquérir la terre. Il conclut un marché avec son partenaire Asa Lovejoy (en). Pour 25 ¢, Overton partage sa concession de 2,6 km2.
Ennuyé à l'idée d'avoir à couper les arbres et construire des routes, Overton vend la moitié de son terrain à Francis Pettygrove (en). Lorsqu'arrive le moment de nommer la nouvelle ville, Pettygrove et Lovejoy désirent tous deux l'appeler d'après le nom de leur ville d'origine. Ils mettent fin à la dispute grâce à un pile ou face : Pettygrove gagne et nomme la ville d'après Portland dans le Maine (elle serait devenue une autre Boston dans l'autre cas).
Portland existe à l'ombre d'Oregon City, la capitale de l'État, située à 19 km en amont des chutes de la Willamette. Mais étant située à un endroit de la rivière permettant la navigation, elle a pris une importance portuaire pour rapidement devenir la principale ville de l'État, triomphant aussi de ses « rivales » Milwaukie et Sellwood (en).
En 1850, Portland compte 800 habitants, une scierie à vapeur , un hôtel et un journal, le Weekly Oregonian. Portland est le port principal de la région durant une grande partie du XIXe siècle jusqu'aux années 1890, époque à laquelle la voie de chemin de fer entre le port en eaux profondes de Seattle et la Stampede Pass (en) est construite. Les marchandises peuvent dès lors être transportées sans l'aide des navires. La ville conservera néanmoins sa position de métropole de l'Oregon.

## Géographie

Panorama de Portland. Octobre 2019.

### Topographie

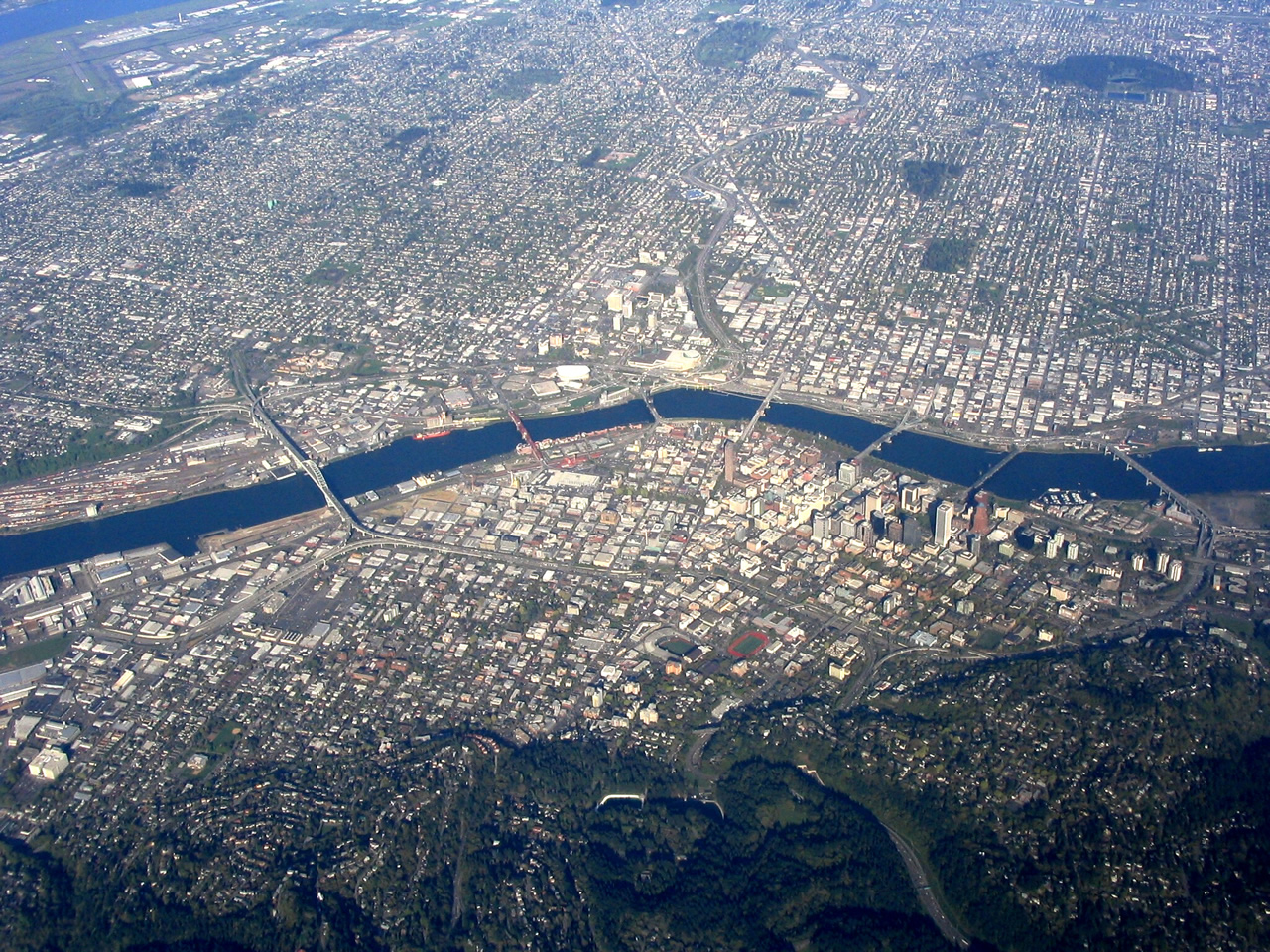
Vue aérienne des quartiers centraux.

Portland se trouve à la frontière nord de la région la plus peuplée de l'Oregon, la vallée de la Willamette. Cependant, parce que l'aire métropolitaine de Portland est culturellement et politiquement distincte du reste de la vallée, les habitants de la vallée excluent souvent Portland et son aire métropolitaine de la vallée même. Presque toute la ville de Portland se trouve dans le comté de Multnomah, mais de petites parties de la ville se trouvent aussi dans les comtés de Washington et Clackamas. La rivière Willamette, très poissonneuse, coule vers le nord à travers le centre-ville, en séparant les sections est et ouest de la ville, puis continue vers le nord jusqu'au confluent avec le fleuve Columbia, qui sépare l'État de Washington de l'Oregon.
Selon le Bureau du recensement des États-Unis la ville a une superficie totale de 347,9 km2, dont 28,6 km2 de plans d'eau, soit 7,6 % du total.
Portland se trouve sur un terrain volcanique éteint du Plio-Pleistocène, qui s'appelle le Boring Lava Field. Le Boring Lava Field inclut au moins 32 cônes de scories comme le mont Tabor, et son centre se trouve dans Portland sud-est. Le mont Hood, volcan dormant mais potentiellement actif à l'est de Portland, est facilement visible de presque toute la ville par temps clair. Le mont Saint Helens, volcan actif au nord dans l'État de Washington et visible au loin des hauteurs de la ville, est si proche qu'il a saupoudré la ville de cendres volcaniques après l’éruption du 18 mai 1980. Le mont Adams, un autre volcan proéminent au nord-est de Portland, est visible aussi de quelques parties de la ville.
Portland est souvent citée comme l'exemple d'une ville contrôlant de près son urbanisme à l'inverse, par exemple, de Houston. Pour les architectes spécialisés dans le développement durable, Portland est devenue incontournable. La ville compte déjà 150 édifices dûment homologués « verts » dont bientôt le Edith Green - Wendell Wyatt (en), un bâtiment fédéral en rénovation. C'est le chiffre le plus élevé (en proportion du nombre d'habitants) aux États-Unis. La ville prévoyait de démarrer une construction emblématique : l'Oregon Sustainability Center, premier immeuble sur le sol américain ne dégageant aucun dioxyde de carbone, ne produisant aucun déchet et étant totalement autosuffisant en énergie et en eau. Le maire Sam Adams a cependant renoncé à ce projet en octobre 2012.
Dans le roman Maléfices, Maxime Chattam décrit Portland dans l'obscurité :
« Encerclé de forêts à l'est, d'un immense parc sur une colline à l'ouest et contenue au nord par la rivière Columbia, Portland brillait dans la nuit, semblable à une plate-forme pétrolière perdue en pleine mer d'ombres ».

### Écologie

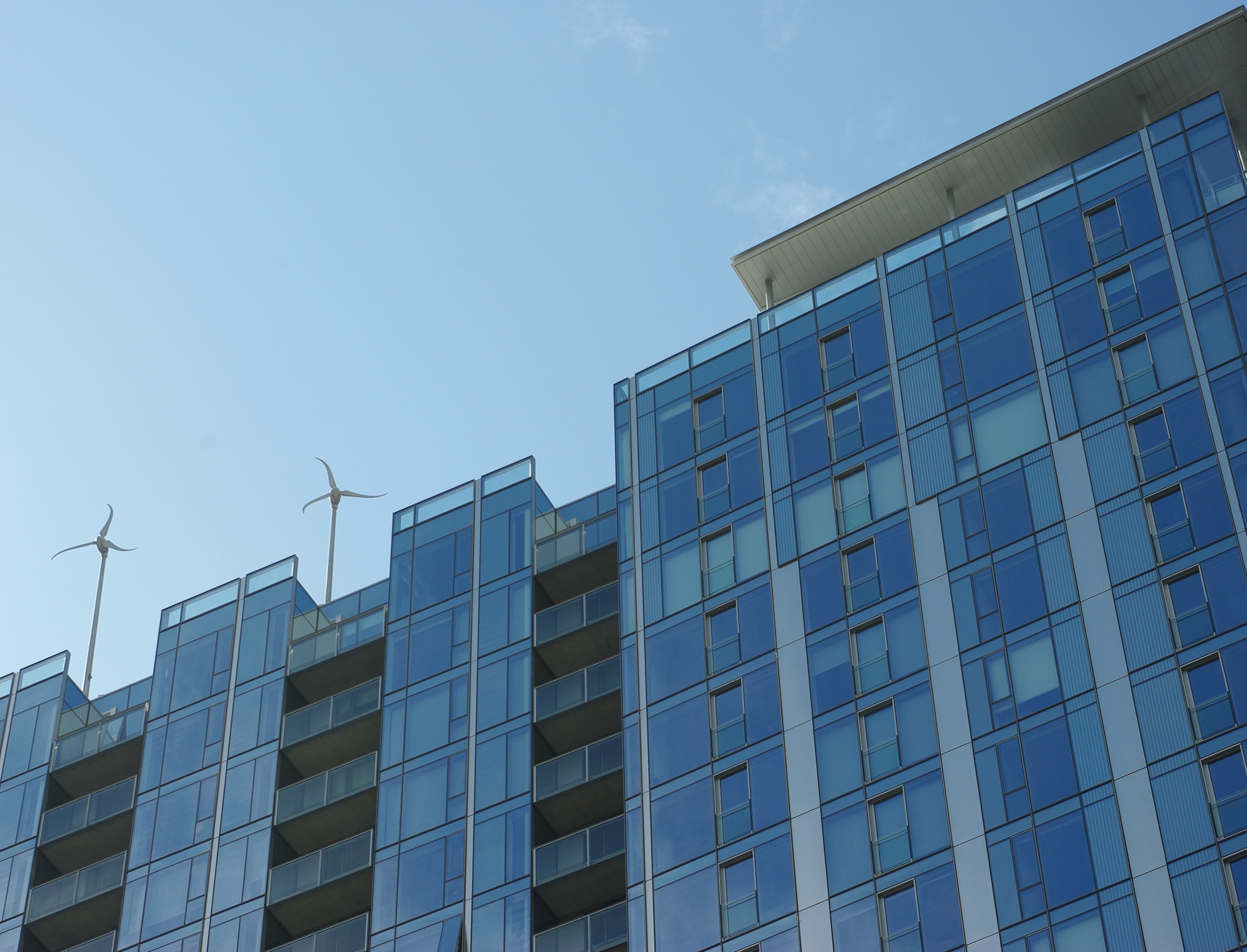
L'immeuble écologique Indigo twelve west.

Le climat estival sec est propice à l'empoussièrement de l'air, aux smogs photochimiques et aux pollutions des eaux de ruissellement lors des pluies d'orage, qui pourraient alors contribuer en aval au phénomène des zones marines mortes, récurrentes et marquées sur cette partie du littoral des États-Unis depuis la fin du XXe siècle. Depuis 1990, Portland est devenue pionnière en matière de gestion alternative des eaux pluviales urbaines avec divers projets-vitrines incluant l'aménagement de parkings et de noues collectant et épurant les eaux de ruissellement, ainsi que des rues écologiques dites « Green Streets ». Le premier projet, de « mini linear wetland » (mini-zone humide linéaire) ayant servi autour du Oregon Museum of Science and Industry (OMSI) de vitrine a associé dix étangs paysagés collectant, filtrant, lagunant, puis infiltrant vers la nappe phréatique, les pluies tombant sur un parking de 700 places.
Dès la fin des années 1960, sous l'impulsion du gouverneur de l'État de l'Oregon, Tom McCall, quatre textes majeurs en matière de développement durable ont été votés:
- le Beach Bill permettant d'empêcher tout projet immobilier sur le littoral ;
- le Bottle Bill rendant obligatoire la consigne des bouteilles vides par les commerçants ;
- le démantèlement de l'autoroute Harbour Drive pour réhabiliter les rives de la Willamette, sur lesquelles se situe l'actuel Tom McCall Waterfront Park ;
- la Urban Growth Boundary qui vise à limiter l'expansion urbaine.

Des milliers de Portlandais ont lâché le volant pour aller travailler à pied ou à vélo. Portland compte 20 % d'automobilistes de moins que les cités américaines de même taille. Portland a été en 2001 la première ville américaine à réintroduire le tramway. Elle abrite la plus grande surface d'espaces verts par habitant et offre 510 kilomètres de pistes cyclables. Créé en 1994, le Community Cycling Center a pour vocation de développer l'usage du vélo.
L'équipe municipale poursuit, depuis les années 2000, l'objectif écologique suivant : faire revenir la nature en ville. Dans le centre-ville, la moitié des terrains a été convertie en espaces piétonniers ou en jardins publics. Les autres parcelles ont été soit laissées à l'état sauvage quand elles abritaient des oiseaux ou se situaient en bordure de rivière, soit aménagées en pistes cyclables ou en installations sportives.
Inauguré en 2009, Indigo Twelve West est un immeuble de bureaux et de logements de vingt-trois étages. Son toit est équipé de quatre éoliennes qui génèrent l'énergie nécessaire aux ascenseurs.
Le végétarisme est également très présent dans la ville, et on y trouve le plus grand choix au monde de restaurants végétariens par habitant en avril 2014, à savoir un restaurant végétarien pour 12 700 personnes[réf. nécessaire].

### Climat
Portland se trouve dans la zone tempérée-chaude et son climat est classé comme étant océanique mais avec des étés chauds, secs et bien ensoleillées la rapprochant d'un climat méditerranéen. La classification de Köppen le classe comme un climat méditerranéen avec été tempéré (Csb) car la température moyenne du mois d'août, le mois le plus chaud de l'année, est juste en dessous des 22 °C. Elle est trop à l'intérieur des terres pour bénéficier de la brise marine et souffre de vagues de chaleur dépassant 38 °C. Les hivers sont néanmoins frais et très humides.
La température la plus basse, −19 °C, a été enregistrée le 2 février 1950 et la plus élevée, 47 °C, en juin 2021.
| Mois                                  | jan.     | fév.     | mars    | avril   | mai     | juin    | jui.    | août    | sep.    | oct.    | nov.     | déc.     | année    |
| ------------------------------------- | -------- | -------- | ------- | ------- | ------- | ------- | ------- | ------- | ------- | ------- | -------- | -------- | -------- |
| Température minimale moyenne (°C)     | 2,3      | 2,7      | 4,3     | 6,5     | 9,7     | 12,3    | 14,7    | 14,9    | 12,3    | 8,2     | 4,8      | 2,3      | 7,9      |
| Température moyenne (°C)              | 5,5      | 6,7      | 9,1     | 11,6    | 15,2    | 17,9    | 21,2    | 21,4    | 18,6    | 13,1    | 8,4      | 5,3      | 12,8     |
| Température maximale moyenne (°C)     | 8,6      | 10,8     | 13,8    | 16,7    | 20,7    | 23,5    | 27,7    | 27,9    | 24,8    | 18      | 11,9     | 8,3      | 17,7     |
| Record de froid (°C) date du record   | −19 1950 | −19 1950 | −7 1989 | −2 1955 | −2 1954 | 4 1966  | 6 1955  | 7 1980  | 1 1965  | −3 1971 | −11 1985 | −14 1964 | −19 1950 |
| Record de chaleur (°C) date du record | 19 2005  | 22 1988  | 27 1947 | 32 1998 | 38 1983 | 47 2021 | 42 1965 | 42 1981 | 41 1988 | 33 1987 | 23 1975  | 18 1993  | 47 2021  |
| Ensoleillement (h)                    | 85,6     | 116,4    | 191,1   | 221,1   | 276,1   | 290,2   | 331,9   | 298,1   | 235,7   | 151,7   | 79,3     | 63,7     | 2 340,9  |
| Précipitations (mm)                   | 127,8    | 93,5     | 100,8   | 73,4    | 63,8    | 41,4    | 12,7    | 13,7    | 38,6    | 86,9    | 138,4    | 146,6    | 937,6    |
| dont neige (cm)                       | 2,5      | 2,3      | 0,3     | 0       | 0       | 0       | 0       | 0       | 0       | 0       | 0        | 3,6      | 8,7      |
| Nombre de jours avec précipitations   | 18,6     | 15,6     | 17,8    | 17,2    | 13      | 9,1     | 3,6     | 3,6     | 6,6     | 13,5    | 18,3     | 19,2     | 156,1    |
| Humidité relative (%)                 | 80,9     | 78       | 74,6    | 71,6    | 68,7    | 65,8    | 62,8    | 64,8    | 69,4    | 77,9    | 81,5     | 82,7     | 73,2     |
| Nombre de jours avec neige            | 0,8      | 0,6      | 0,3     | 0       | 0       | 0       | 0       | 0       | 0       | 0       | 0,1      | 0,8      | 2,6      |

| Diagramme climatique                                  |             |              |             |             |              |              |              |              |           |              |             |
| J                                                     | F           | M            | A           | M           | J            | J            | A            | S            | O         | N            | D           |
| 8,62,3127,8                                           | 10,82,793,5 | 13,84,3100,8 | 16,76,573,4 | 20,79,763,8 | 23,512,341,4 | 27,714,712,7 | 27,914,913,7 | 24,812,338,6 | 188,286,9 | 11,94,8138,4 | 8,32,3146,6 |
| Moyennes : • Temp. maxi et mini °C • Précipitation mm |             |              |             |             |              |              |              |              |           |              |             |

## Politique

### Maires
| Période          | Période          | Identité               | Étiquette   | Qualité        |
| ---------------- | ---------------- | ---------------------- | ----------- | -------------- |
| janvier 1941     | décembre 1948    | Earl Riley             | Indépendant |                |
| janvier 1949     | décembre 1952    | Dorothy McCullough Lee | Républicain | Première femme |
| janvier 1953     | décembre 1956    | Fred L. Peterson       | Républicain |                |
| janvier 1957     | décembre 1972    | Terry Schrunk          | Démocrate   |                |
| janvier 1973     | 15 août 1979     | Neil Goldschmidt       | Démocrate   |                |
| 5 septembre 1979 | 23 novembre 1980 | Connie McCready        | Républicain |                |
| 24 novembre 1980 | 2 janvier 1985   | Frank Ivancie          | Démocrate   |                |
| janvier 1985     | décembre 1992    | Bud Clark              | Indépendant |                |
| janvier 1993     | décembre 2004    | Vera Katz              | Démocrate   |                |
| janvier 2005     | 31 décembre 2008 | Tom Potter             | Indépendant |                |
| 1er janvier 2009 | 31 décembre 2012 | Sam Adams              | Démocrate   |                |
| 1er janvier 2013 | 31 décembre 2016 | Charlie Hales          | Démocrate   |                |
| 1er janvier 2017 | 31 décembre 2024 | Ted Wheeler            | Démocrate   |                |
| 1er janvier 2025 | en fonction      | Keith Wilson           | Démocrate   |                |

## Démographie
| Groupe            | Portland | Oregon | États-Unis |
| ----------------- | -------- | ------ | ---------- |
| Blancs            | 76,1     | 83,7   | 72,4       |
| Asiatiques        | 7,1      | 3,7    | 4,8        |
| Afro-Américains   | 6,3      | 1,8    | 12,6       |
| Métis             | 4,7      | 3,8    | 2,9        |
| Autres            | 4,3      | 5,3    | 6,2        |
| Amérindiens       | 1,0      | 1,4    | 0,9        |
| Océano-Américains | 0,5      | 0,4    | 0,2        |
| Total             | 100      | 100    | 100        |
|                   |          |        |            |
| Latino-Américains | 9,4      | 11,8   | 16,7       |

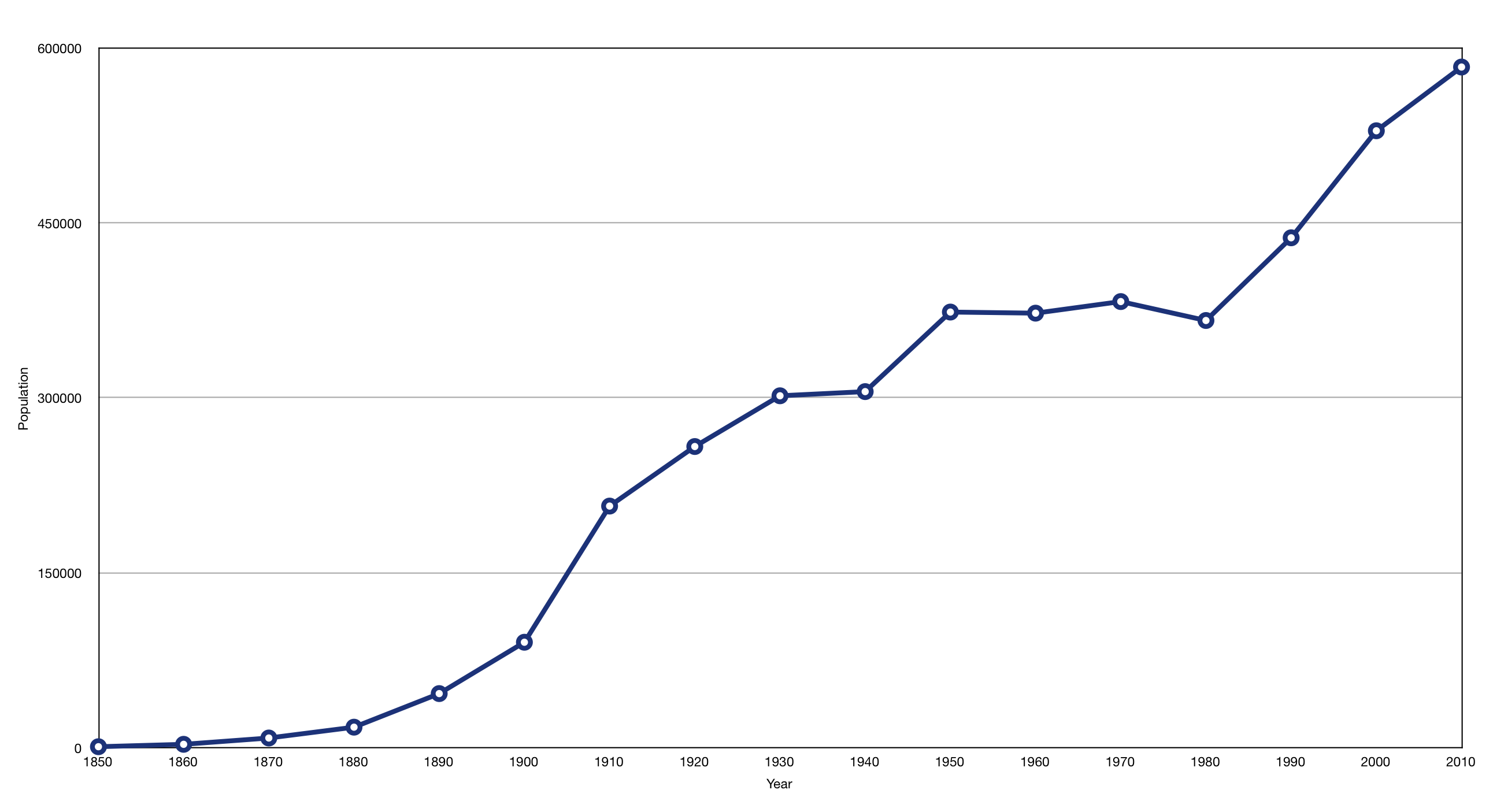
Graphique représentant l'évolution de la population de Portland de 1850 à 2010,,

Selon l'American Community Survey, pour la période 2011-2015, 80,55 % de la population âgée de plus de 5 ans déclare parler l'anglais à la maison, 7,14 % déclare parler l'espagnol, 2,20 % le vietnamien, 1,81 % une langue chinoise, 1,20 % le russe, 0,99 % une langue africaine, 0,66 % l'ukrainien, 0,60 % le français et 4,86 % une autre langue.
Selon le recensement fédéral de 2020, Portland est la 26e plus grande ville des États-Unis.

## Économie

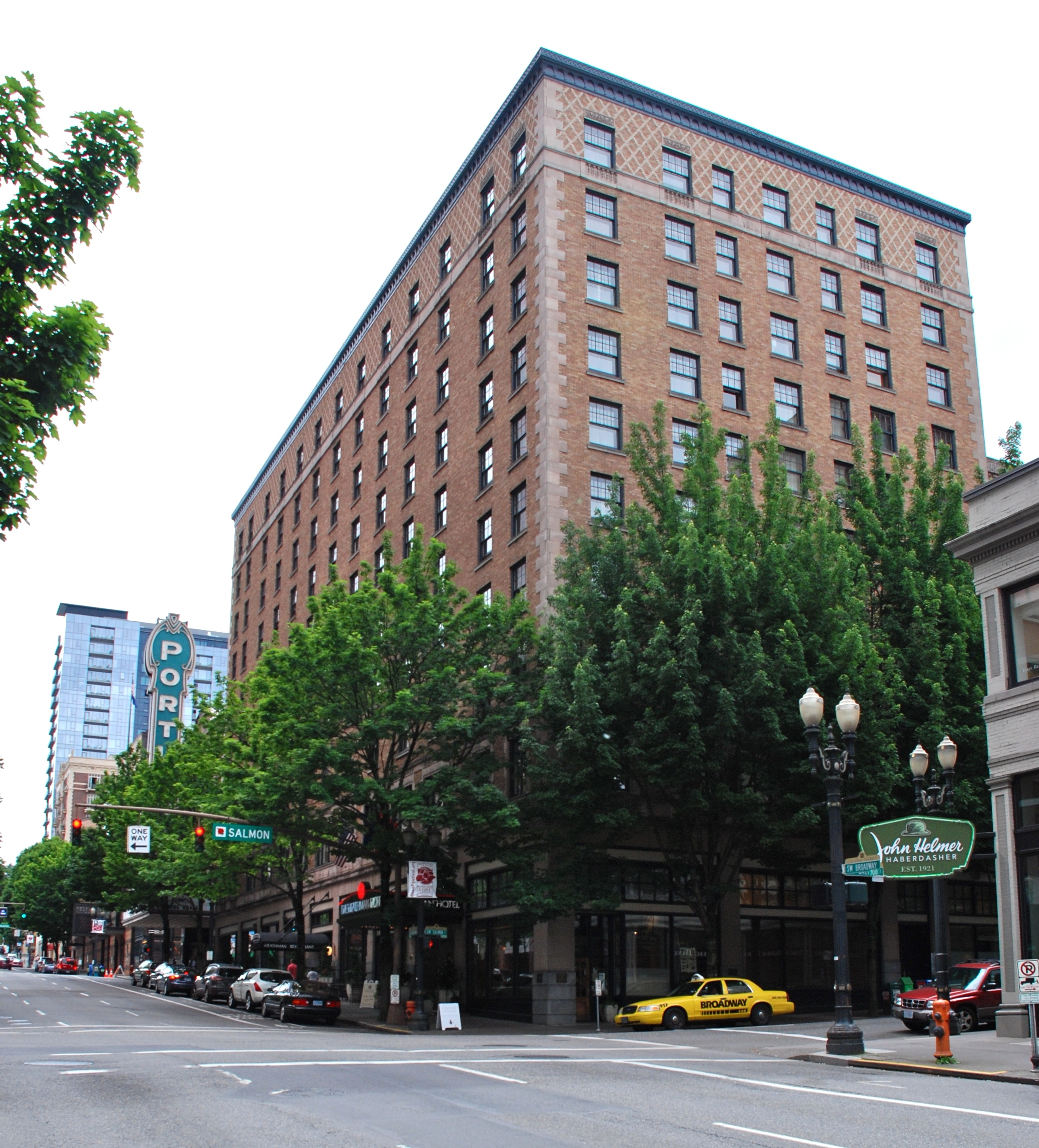
L'hôtel Heathman.

Portland est marquée par le technopole de Silicon Forest spécialisé dans le multimédia. Elle est également spécialisée dans le domaine du vêtement de sport, elle est le lieu fondateur et le siège social de Nike et abrite de nombreux centres de recherches et filiales de concurrents à ce dernier.
La ville occupe le premier rang mondial en matière de recyclage des déchets.
De nombreux maraîchers, fromagers, volaillers etc. assurent le succès des vingt « farmers markets » (marchés de fermiers) qui ont fleuri à Portland au cours des dix dernières années[Depuis quand ?]'. La ville, longtemps connue comme « la capitale mondiale de la bière artisanale » compte 139 brasseries. Une centaine de torréfacteurs indépendants font tourner plusieurs « coffee shops ».
Les polluants émis par l'agriculture et l'économie régionale contribuent sans doute au phénomène des zones marines mortes, récurrentes et marquées sur cette partie du littoral des États-Unis depuis la fin du XXe siècle.
En mai 2011, le taux de chômage de la ville était retombé à 8,6 % (contre 12 % en 2009), quand le score national plafonnait à 9,1 %.

## Transports
Portland est desservie par l'aéroport international de Portland.
La ville possède un réseau de tramway et de bus ainsi qu'un réseau de métro léger.

## Culture locale et patrimoine

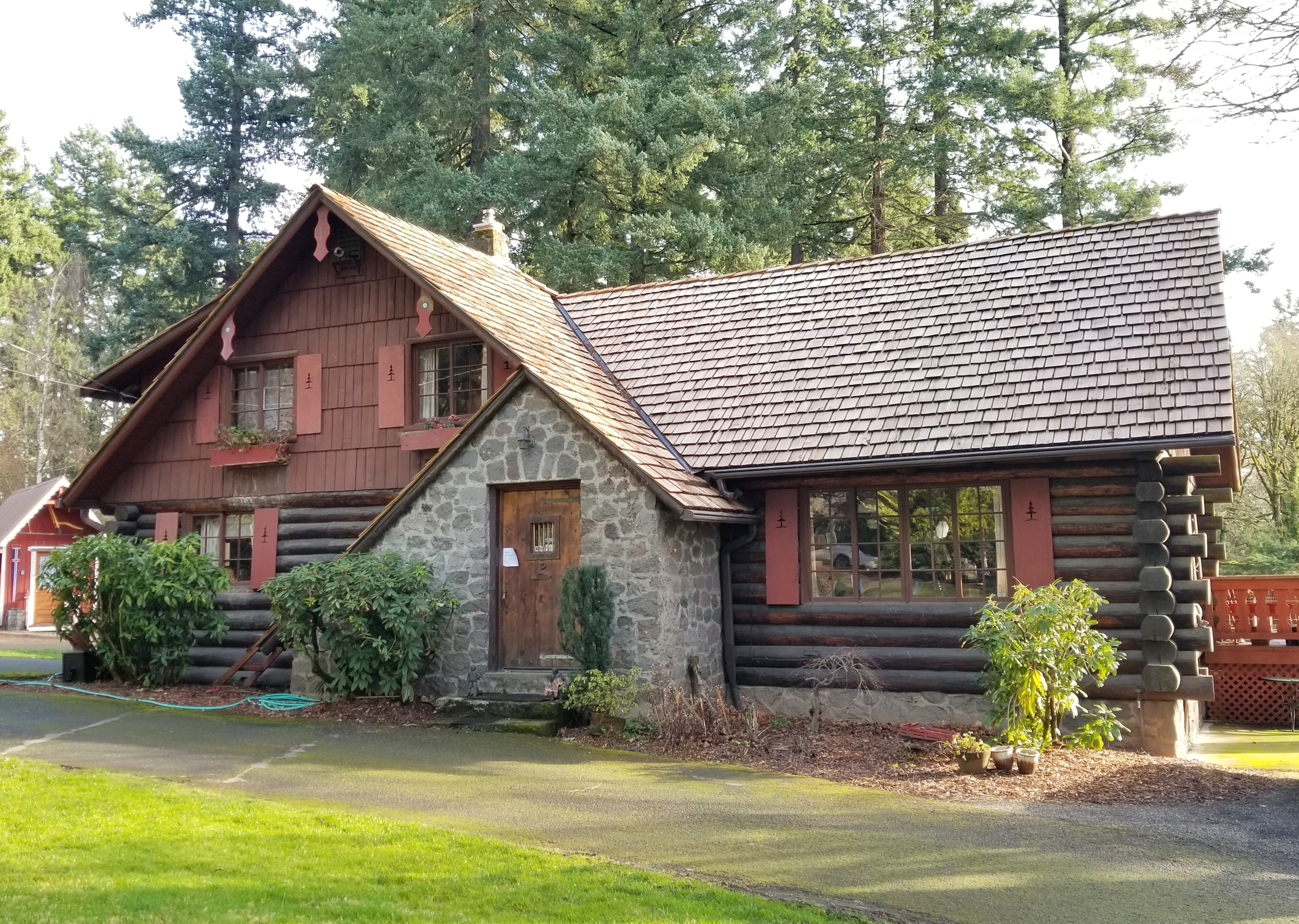
Fogelbo House, maison en rondins de bois inscrite au Registre national des lieux historiques.

### Musées
Le Portland Art Museum fondé en 1892, est le plus ancien musée d'art de la côte ouest et le septième plus ancien des États-Unis. La collection permanente compte plus de 42 000 œuvres d'art et au moins une grande exposition itinérante y est généralement présentée.
Le Musée juif de l'Oregon, situé à Portland, est le plus grand musée consacré à l'histoire des Juifs de l'Oregon.
La ville compte aussi une statue équestre de Jeanne d'Arc.

### Spécialités
Parmi les spécialités locales, les « murals » (murs peints), réalisés par des artistes subventionnés par la municipalité. L'un d'eux, réalisé sur le Wilhelm's Portland Mausoleum, est de la taille d'un terrain de football, soit le plus grand existant dans le monde. Il est l'œuvre de deux artistes, Mark et Shane Bennett.

### Industrie des comics
En 1986, Mike Richardson, propriétaire d'une chaîne de magasins de comics décide de devenir éditeur, lassé de la production dominante de comics de super-héros. Aidé de Randy Stradley, il crée Dark Horse Comics qui dès ses débuts parvient à trouver sa place. Publiant des séries originales comme Concrete de Paul Chadwick ou des adaptations de films comme Alien ou Predator Dark Horse devient le troisième éditeur américain de comics derrière Marvel Comics et DC Comics. De nombreux auteurs de comics sont dès lors attirés par Portland et certains s'organisent dans ce qui devient le plus important regroupement d'auteurs indépendants Periscope Studio. De plus d'autres éditeurs se créent : Oni Press et Top Shelf. Enfin Portland accueille le Stumptown Comics Festival, un festival de comics indépendants.

### The Grotto
Le sanctuaire Notre-Mère-des-Douleurs — localement appelé The Grotto — est un lieu de culte de l’Église catholique, que la Conférence des évêques catholiques des États-Unis a désigné sanctuaire national en 1983,.

### Portland dans la culture populaire
Portland est le théâtre de la série Grimm.
Autre caractéristique locale : un attachement viscéral au « made in Portland » : artisanat, vêtements, fromages, bières ou vins locaux sont partout mis en avant.

## Sports
| Équipe                    | Ligue                                        | Sport            | Titres                     | Stade                         | Création |
| ------------------------- | -------------------------------------------- | ---------------- | -------------------------- | ----------------------------- | -------- |
| Trail Blazers de Portland | NBA                                          | Basket-ball      | 1 (1976-77)                | Moda center                   | 1995     |
| Portland Timbers          | MLS                                          | Football         | 1 (2015)                   | Providence Park               | 2001     |
| Winterhawks de Portland   | LHOu                                         | Hockey sur glace | 2 (1982-83, 1997-98)       | Moda Center Memorial Coliseum | 1976     |
| Wheels of Justice         | Rose City                                    | Roller derby     | 4 (2015, 2016, 2018, 2024) | Hangar at Oaks Amusement Park | 2004     |
| LumberJax de Portland     | National Lacrosse League                     | Crosse           | 0                          | Moda Center                   | 2006     |
| Thorns de Portland        | Championnat des États-Unis féminin de soccer | Football féminin | 2 (2013, 2017)             | Providence Park               | 2013     |

## Jumelages
- Ashkelon (Israël)
- Bologne (Italie)
- Guadalajara (Mexique)
- Kaohsiung (Taïwan)
- Khabarovsk (Russie)
- Mutare (Zimbabwe)
- Sapporo (Japon)
- Suzhou (Chine)
- Ulsan (Corée du Sud)